# Tira
Tira (hebrejsky טִירָה‎, arabsky الطيرة‎ at-Tíra, v oficiálním přepisu do angličtiny Tire) je město v Izraeli, v Centrálním distriktu.

## Geografie
Město leží v nadmořské výšce 75 metrů na východním okraji pobřežní nížiny (Šaronská planina), nedaleko úpatí pahorků v předpolí Samařska, přibližně 25 km severovýchodně od centra Tel Avivu (nedaleko severovýchodního okraje jeho souvislé aglomerace) a 13 km jihovýchodně od Netanje. Město je situováno 4 km od zelené linie, která odděluje Izrael v jeho mezinárodně uznávaných hranicích od území Západního břehu Jordánu. Je obklopeno zemědělsky obhospodařovanou krajinou. Poblíž jihozápadního okraje obce začíná vádí Nachal Poleg.
Tira leží v oblasti nazývané Trojúhelník, obývané izraelskými Araby. 5 km jihovýchodně odtud navíc na Západním břehu Jordánu leží palestinské arabské město Kalkílija. Osídlení na jižní, západní a severní straně je židovské. 6 km severovýchodním směrem leží města Kalansuva a Tajbe obývaná izraelskými Araby.
Město je na dopravní síť napojeno pomocí místní silnice číslo 554. Na východním okraji míjí obec nová dálnice číslo 6 (takzvaná „Transizraelská dálnice“).

## Dějiny
Tira (arabsky doslova „Pevnost na kopci“) vznikla před přibližně 400 lety na mírném návrší vystupujícím z jinak ploché Šaronské planiny. V roce 1949 se po podepsání dohod o příměří, které ukončily první arabsko-izraelskou válku, stala součástí státu Izrael, přičemž ale místní arabská populace byla zachována.
Roku 1952 byla tato arabská vesnice povýšena na místní radu (malé město). Roku 1991 pak získala status města.

## Demografie
Tira je město s ryze arabskou populací. V roce 2005 tvořili 99,9 % obyvatelstva arabští muslimové. Jde o středně velké sídlo městského typu s trvalým růstem. K 31. prosinci 2017 zde žilo 25 700 lidí.
| Rok  | Obyvatelé |
| ---- | --------- |
| 1950 | 3 640     |
| 1951 | 3 870     |
| 1952 | 4 020     |
| 1953 | 4 180     |
| 1954 | 4 330     |
| 1955 | 4 480     |
| 1956 | 4 630     |
| 1957 | 4 850     |
| 1958 | 5 050     |
| 1959 | 5 250     |
| 1960 | 5 450     |
| 1961 | 5 510     |

| Rok  | Obyvatelé |
| ---- | --------- |
| 1962 | 5 750     |
| 1963 | 5 950     |
| 1964 | 6 200     |
| 1965 | 6 400     |
| 1966 | 6 650     |
| 1967 | 6 900     |
| 1968 | 7 100     |
| 1969 | 7 400     |
| 1970 | 7 700     |
| 1971 | 8 000     |
| 1972 | 8 300     |
| 1973 | 8 700     |

| Rok  | Obyvatelé |
| ---- | --------- |
| 1974 | 9 000     |
| 1975 | 9 300     |
| 1976 | 9 600     |
| 1977 | 9 900     |
| 1978 | 10 200    |
| 1979 | 10 500    |
| 1980 | 10 800    |
| 1981 | 11 000    |
| 1982 | 11 300    |
| 1983 | 11 100    |
| 1984 | 11 700    |
| 1985 | 12 000    |

| Rok  | Obyvatelé |
| ---- | --------- |
| 1986 | 12 400    |
| 1987 | 12 700    |
| 1988 | 13 000    |
| 1989 | 13 400    |
| 1990 | 13 700    |
| 1991 | 13 100    |
| 1992 | 14 600    |
| 1993 | 15 000    |
| 1994 | 15 600    |
| 1995 | 15 912    |
| 1996 | 16 403    |
| 1997 | 16 839    |

| Rok  | Obyvatelé |
| ---- | --------- |
| 1998 | 17 377    |
| 1999 | 17 800    |
| 2000 | 18 324    |
| 2001 | 18 835    |
| 2002 | 19 300    |
| 2003 | 19 800    |
| 2004 | 20 300    |
| 2005 | 20 700    |
| 2006 | 21 100    |
| 2007 | 21 500    |
| 2008 | 22 200    |
| 2009 | 22 600    |

| Rok  | Obyvatelé |
| ---- | --------- |
| 2010 | 22 900    |
| 2011 | 23 300    |
| 2012 | 23 900    |
| 2013 | 24 000    |
| 2014 | 24 400    |
| 2015 | 24 900    |
| 2016 | 25 300    |
| 2017 | 25 700    |
| 2018 | 26 200    |